# Варварин день
Варварин день — день в народном календаре у славян, приходящийся на 4 (17) декабря. Название происходит от имени святой Варвары Илиопольской. Начало подготовки к празднованию Николы Зимнего. Этот день, вместе с Савиным и Николиным днями образовали в культуре восточных славян единый ритуально-обрядовый комплекс. У русских считалось, что с этого дня начинает увеличиваться «на куриный шаг» световой день.

## Другие названия
рус. Заваруха, День Варвары, Варварин день, Варварины морозы, Варваринские морозы; Варвара Мучельница, Варюха; укр. День Варвари; бел. Міколіна матка, Варвары, Варки, Средопостье; полес. Вара, Варка, Варки; сербохорв. Вариндан, Варица, Полазни дан; болг. Женска коледа; чеш. Svátek svaté Barbory; пол. Św. Barbaryпол. Św. Barbary; груз. Барбароба.

## Традиции
Восточные славяне в этот день молятся Варваре о защите от внезапной, скоропостижной смерти, чтобы не умереть без исповеди и причастия, за умерших без принятия причастия и исповеди, за детей и об исцелении от различных болезней, а также об умягчении родительского гнева и своеволия, об избавлении от уныния и печали. Преподобному Иоанну Дамаскину молятся при увечье или иной болезни рук. В католических странах к святой Варваре обращаются во время грозы как защитнице от молнии.
Близость к большому годовому празднику — Николе зимнему — предопределила отношение к Варвариному дню как к началу праздничного периода,  времени гуляний и праздности. Ещё В. И. Даль отмечал, что глаголы «варварить», «саввить» являются синонимами слов «кутить, гулять, пить».
Существовали запреты на некоторые виды деятельности, мотивированные требованием отмечать Варварин день как нерабочее время, что вытекало из осмысления святой Варвары как покровительницы женских ремёсел, строгой святой, наказывающей за непочтение к ней.
По сведениям А. Макаренко, в Сибири этот день почитался женщинами, особенно «брюхатыми» (беременными). Молились и давали обет «Варваре-мучительнице» при трудных родах. Этот день считался «бабским» праздником, поэтому не пряли кудель, а вот молоть толокно и трепать лён не запрещалось.
Среди населения западных губерний Российской империи существовало поверье, будто «Микола сам-третей ходит по земле», то есть вместе с Варварой и Саввой. В Полесье связывали в единый цикл дни Варвары, Саввы и Николы: «Сава — это батька Николая, а Варвара — это матка Николая. Он сказаў: "Не празнуйте меня! Празнуйте мать и отца!"». В этот день полесские хозяйки варили вареники, а пастухи собирали продукты, обходя дома.
«Перед Николиным днём, а чаще всего в день великомученицы Варвары, служат Никольщину; тогда приносят в дома свои образа из церкви, служат молебны Пресвятой Богородице, Спасителю, Власию, Николаю Чудотворцу, освящают воду и вместе с тем служат панихиды по умершим родственникам».
Святая Варвара — избавительница от внезапной смерти. В Белоруссии в сёлах, расположенных у рек и озёр, день отмечали для того, чтобы «дети и скотина не топились» (бел. дзеці і жывёла не тапіліся).
Чтобы лучше плодился домашний скот, в одних местах пеклись пироги с маком, которые называли «варенье» (опять же близко к имени Варвары с явным расчетом на её сочувствие); в других уголках лепили из пшеничного теста головы, рога, ноги, копыта, уши и кормили печеньем скот. Здесь просматривается культ Варвары как покровительницы домашнего скота. Во многих районах Украины на св. Варвару варили кутью и «узвар» (компот), чтобы было много хлеба и овощей.
Восточные славяне на Варварин, Савин и Николин дни в старину[когда?] варили кутью и компот.
Чешские девушки в день Варвары ставили дома веточку вишни в воду, а словацкие ставили в землю и каждый день поливали изо рта, чтоб она к Рождеству распустилась. Существовало поверье, что если веточка ещё и зацветёт — в наступающем году быть свадьбе. В Словении срезали и ставили в воду вишнёвые веточки по числу членов семьи и если какая-либо веточка к рождеству не распускалась, это было дурной приметой для того, кому она предназначалась. В некоторых местах Хорватии в блюдце проращивают пшеницу, чтобы она зазеленела травкой к Рождеству.
У южных славян как православное, так и католическое население довольно широко отмечало этот день. В большинстве сербских и хорватских областей в этот день или накануне специально варили обрядовое блюдо, сходное с коливом сочельника, — из зёрен пшеницы, ячменя, ржи, кукурузы, гороха, бобов, сушеных слив, яблок, орехов и т. д. — варица (сербы), вара (vara — хорваты), вариво (черногорцы). Воду для приготовления варицы брали из разных источников (трёх или девяти); опускали туда различные сухие травы и цветы, а потом вынимали их и добавляли туда «святую» воду. В этот день за водой шли тщательно причесанными и чисто одетыми, здоровались с ней, как с одушевленным существом. Варицу ели холодной на второй или чаще третий день; бытовала даже особая поговорка: Варварица варит, Савица студит, Николица ест. Сваренную кашу оставляли в котле на ночь и по застывшей поверхности определяли, урожайным ли будет год. Трещины на поверхности варицы предвещали близкую смерть кого-либо из членов семьи.
В Западной Болгарии маленькие дети собирались посреди села на перекрёстке, разводили костёр и каждый клал в новый глиняный горшок свою долю зерна — кукурузу или чечевицу. Сварив кашу, они раздавали её друг другу и прохожим «на здоровье». Ещё в начале XX века в Западной Болгарии в этот день совершался обходной обряд: девушки («варварки») ходили по домам и пели песни о здоровье и плодородии. Им дарили что-нибудь съестное, и на другой день они им угощались.
В других районах Болгарии хозяйка варила кушанье варвара. Её подслащивали мёдом  давали детям, для того, чтобы защитить их
от оспы. Женщины раздавали «варвару» соседям, чтобы умилостивить болезнь. Здесь святая Варвара выступает в роли целительницы.
В этот и на следующий день женщины пекли белый хлеб (болг. пита) и раздавали его «на здоровье» детям и скоту.
В южной и юго-восточной Болгарии в этот день готовилась специальная обрядовая трапеза. Обрядовый хлеб (болг. колак, кравай, харман — обычно круглой формы) — окуривали ладаном с лемеха. Хозяин разламывал хлеб пополам и символически нарекал одну половину посевами зерновых, а другую — скотом. Каждый из домочадцев съедал по куску, затем хлеб давали животным. На рассвете хозяйка дома делала на
дворе круг из веревки, клала внутрь его обрядовую пищу и кормила ею кур — чтобы те не ходили по чужим дворам и хорошо неслись. В некоторых местах на юго-востоке Болгарии в Варварин день женщины на рассвете замешивали белый хлеб (питу) и давали его друг другу для здоровья волов и урожая. Считалось, что чем раньше хозяйка встанет в этот день, тем более удачным будет год. Также на юго-востоке праздник связан и с гаданием о плодородии и приплоде по посещению первого человека — полазника. Если это будет женщина (она называется наседкой),
то её сажали у очага, «чтобы размножались куры, и цыплята были бы курочками». Её угощали орехами, сливками и «Варварой». Если первым посетителем был мужчина, его также сажали к очагу, но при этом цыплята должны быть петушками. В некоторых местах Фракии в этот день хозяин до восхода солнца слегка надрезал деревья, которые не давали плодов, чтобы они родили на следующий год. Женщины раздавали
коливо в память об умерших.
В Хорватии сохранился древний обычай «посевания» на Варвару, хотя обычно это происходило на Рождество. Кое-где до сих пор в этот день дарят детям подарки и гадают. В хорватской Славонии первого посетителя в этот день называют «положай» (полазник). Хозяйка выходит ему навстречу и кукурузой или иным зерном обсыпает его. Войдя в дом обязательно с правой ноги, положая обсыпают зерном, усаживают на подушки, с которых он не может встать, пока не отобедает. По окончании обеда веселятся до вечера. Поужинав, запрягают сани и сопровождают положая домой. Хозяйка кладёт ему в сумку специальный хлебец, колбасу и часть «печеницы» (печёного мяса). Считается, что если положай счастливый человек и лёгкий на руку – весь год будет удачным для хозяйства. В Словении ко дню святой Варвары приурочено было колядование мальчиками 12—14 лет с пожеланиями счастья, за что их благодарили и одаривали сладостями, орехами, яблоками, мелкими деньгами. Здесь же на Варвару соблюдался обычай встречи первого посетителя — полазника. Обход домов на Варвару совершали в восточной Словении, группы детей десятилетнего возраста. Входя в дом, они произносили благопожелания, состоящее из множества однотипных фраз-клише: «Дай Бог вам столько цыплят, сколько на моей голове волосков» (далее назывались телята, жеребята, свиньи, травы и т.д.).
В Словакии, Валахии и южной Чехии встречаются ряженые «Барборки» (а также «Люцки» в день святой Люсии), одетые в белое, обёрнутые в белое покрывало, с лицом, закрытым волосами или материей так, чтобы их никто не узнал. Барбарками одевались девочки 10—15 лет, которые ходили по домам с подарками для детей, подобно святому Николаю, призывали детей молиться и слушаться родителей, пели о мучениях святой Барбары. В южной Чехии около Бехине рассказывали, что вечером перед днём святой Барборы апостол Пётр спускает с неба лесенку, и Барборки сходят по ней, хорошим детям дарят подарки, а плохих детей стегают прутком или метлой.
Гагаузы и болгары утром пекли обрядовую лепёшку, смазанную мёдом «за здоровье детей» и «чтобы облегчить муки Св. Варвары». Рано утром ею угощали соседей. Варвару почитали как целительницу от кори и оспы.
В Грузии почитание святой Варвары впитало черты почитания грузинской языческой богини солнца Мзекали. Прослеживаются параллели между именем святой (Барбаре, Барбале, Барбол, Барблаш) и обозначением в языках круга, колеса (бабали, борбали — «колесо»). Варварин день (Барбароба) связан с зимним солнцеворотом; согласно сванским верованиям, солнце делает 3 прыжка петуха, и день прибавляется. С Барбаробы начинали отсчет годовых праздников: как встретишь этот день, таким будет и весь год. Значение, которое придавалось первому дню года, совмещает почитание святой Варвары с почитанием Матери-богини счастливого жребия (судьбы). На Барбаробу приглашают имеющего «счастливую ногу» какого-нибудь постороннего (меквле — поздравитель дня), в гости ходили только в своей деревне. Если «счастливая нога» поздравителя оправдывалась, он становился первым гостем Нового года. Старшая в семье женщина пекла ритуальный пирог (лобиани с фасолью), пирог с ореховой начинкой, готовила кашу и др. постную пищу (праздник падает на период Рождественского поста), чтобы год не был пустым. Для поминовения усопших ставится кутья. В ритуалах и обрядах, посвященных святой Варваре, присутствуют солярные символы: железные круги, плетеные венки и т. п. Святую Варвару почитают как покровительницу женского начала: ей молятся о зачатии ребенка, о прибавлении скота и птицы. Она считается покровительницей детей и защитницей от болезней.
Варвара считается покровительницей портных и горняков-шахтёров. В Польше до нашего времени сохранился шахтёрский праздник Барбурка.

## Поговорки и приметы
- Варвара ночи украла, дня притачала[38].
- Саввы-Варвары ночи урвали, кур воровали, под печку клали (забайкал., семейские)[39].
- Трещит Варюха — береги нос и ухо![38]
- Наша Варвара не любит ухи без навара[40].
- Варвары заварят, а Сава поправит, а Микола гвоздём забьёт, уже тогда и зима (полес. Варвары заварац, а Сава поправіц, а Мікола гвоздом заб’е, ужэ тогды зіма)[41].
- Как на Варвару украдёшь и не попадёшься, то весь год будешь воровать и не попадёшься (полес. Як на Варвару ўкрадёш и не попадёсса, то весь год будеш воровать и не попадёсса)[41].